# Amazing Stories
Amazing Stories var en amerikansk science fiction-tidskrift som grundades av Hugo Gernsback 1926 och ursprungligen drevs av honom, innan han förlorade kontrollen över tidskriften 1929. Den räknas ofta som den första riktiga science fiction-tidskriften och av vissa som startpunkten för hela science fiction-genren. Efter Gernsbacks frånträde förlorade tidskriften betydelse, men upplevde en kortvarig renässans under redaktören Ted White 1969-78. Tidningen är nedlagd sedan 2005.

### Fotnoter
1. ↑   Holmberg, John-Henri (2006). Holmberg, John-Henri. red. ”Grattis på födelsedagen, science fiction!” (på svenska). Nova science fiction (Viken: Gafiac production HB) (7/8):  sid. 2-9. ISSN 0280-3232.  ”I april 1926 startade han som redan sagts världens första renodlade sf-tidskrift, Amazing Stories.”.
2. ↑  Roberts, Adam. ”The History of SF” (på engelska). Science Fiction: The New Critical Idiom. Routledge. sid. 50-56. ISBN 0-415-36668-2
3. ↑  Nationalencyklopedin multimedia plus, 2000